# Polski Związek Badmintona
Der Polski Związek Badmintona (kurz PZBad) ist die oberste nationale administrative Organisation in der Sportart Badminton in Polen. Der Verband mit Sitz in Warschau wurde am 29. Mai 1977 in Głubczyce gegründet.

## Geschichte
Obwohl erste nationale Meisterschaften im Badminton in Polen bereits 1964 ausgetragen wurden, kam es erst im Jahr 1977 zur Gründung eines nationalen Dachverbandes. Am 29. Mai 1977 kamen Vertreter von ZKS Polonia Głubczyce, SKS Start Gdynia, KS Stal Brzezinka-Mysłowice, KS Stal FSO Warszawa, BZKS Chrobry Opole, KS Unia Bieruń Stary, GHKS Bolesław Bukowno, AZS Katowice und AZS AWF Wrocław  in Głubczyce in der oberschlesischen Woiwodschaft Oppeln zusammen, um den Verband zu gründen. Der erste Verbandstag fand am 7. November in Warschau statt. Über den polnischen nationalen Sportbund war der Verband bereits vor seiner Gründung Mitglied in der Badminton World Federation geworden, damals als International Badminton Federation bekannt. 1977 wurde der PZB Mitglied in der European Badminton Union.

## Bedeutende Veranstaltungen, Turniere und Ligen
- Polish Open
- Polish International
- Polish Juniors
- Polnische Meisterschaft
- Mannschaftsmeisterschaften
- Juniorenmeisterschaften

## Bedeutende Persönlichkeiten
- Michał Mirowski, Präsident von Januar 2005 bis Oktober 2011
- Marek Krajewski, Präsident seit Oktober 2011